# Ansonia latiffi
Ansonia latiffi är en groddjursart som beskrevs av Wood, Grismer, Ahmad och Senawi 2008. Ansonia latiffi ingår i släktet Ansonia och familjen paddor. IUCN kategoriserar arten globalt som otillräckligt studerad. Inga underarter finns listade i Catalogue of Life.